# Bibiana Aído

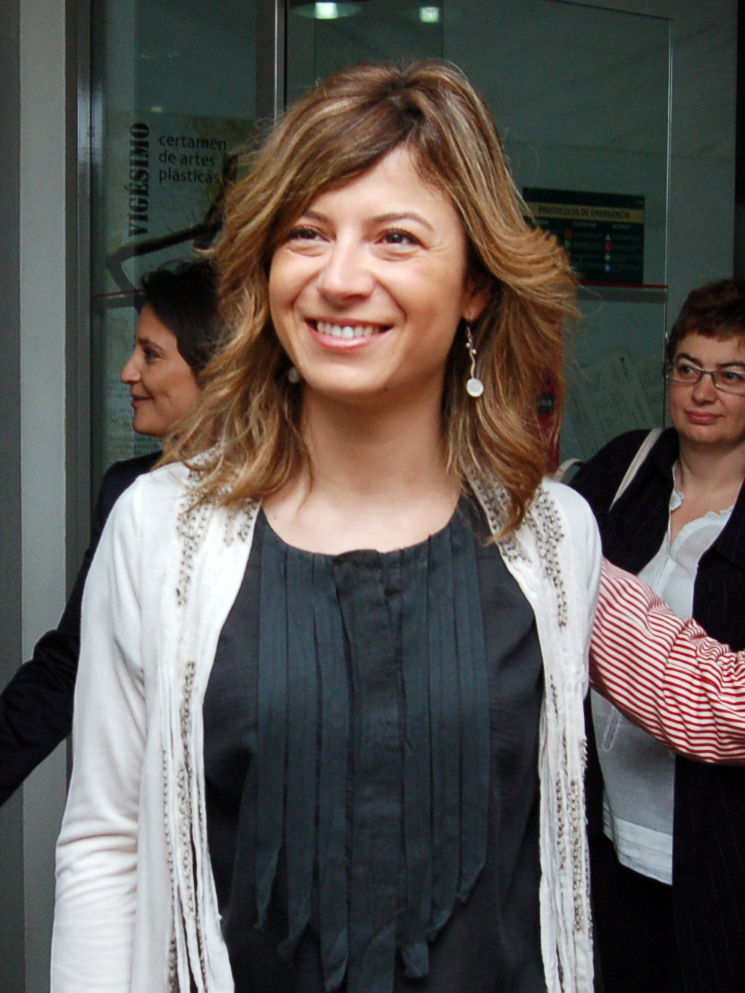
Bibiana Aído (2010)

Bibiana Aído Almagro (* 2. Februar 1977 in Alcalá de los Gazules) ist eine spanische Politikerin. Sie war vom 14. April 2008 bis zum 20. Oktober 2010 Gleichstellungsministerin Spaniens. Anschließend wurde das Gleichstellungsministerium dem nun von Leire Pajín geleiteten Ministerium für Gesundheit und Soziales eingegliedert, in dem Aído Staatssekretärin für Gleichstellung wurde. Seit Juni 2011 arbeitet Aído für UNO Women.
1993 trat Aído der PSOE-Jugendorganisation JSA bei, und war an der Gründung des lokalen Komitees der Organisation in Alcalá de los Gazules beteiligt. 1994 bis 1999 studierte sie Betriebswirtschaft an der Universität Cádiz, machte dort einen Diplom-Abschluss. Zudem hat sie einen Bachelor in internationaler Betriebsökonomie der Northumbria University in Newcastle upon Tyne in Nordostengland. 1995 wurde sie Sekretärin für Öffentlichkeitsarbeit der JSA Cádiz und PSOE-Mitglied. 2003 bis 2006 war sie Abgeordnete des andalusischen Parlaments in Sevilla. Danach leitete sie bis 2008 das Amt für die Förderung des Flamenco im andalusischen Kulturministerium.
Sie war von 2008 bis 2010 Gleichstellungsministerin Spaniens im Kabinett Zapatero II. Besondere Aufmerksamkeit erregte sie 2009 mit ihrer Aussage in einem Radiointerview, ein Fötus von 13 Wochen sei kein menschliches Wesen. In den Jahren 2009 und 2010 betrieb ihr Ministerium eine Hotline für Männer, die im Themenbereich Gleichberechtigung und häusliche Gewalt Beratung leisten sollte.
Am 14. Juli 2011 wurde ihr an der Northumbria University, Newcastle upon Tyne, im Rahmen einer feierlichen Zeremonie die Ehrendoktorwürde (Doctor of Civil Law) verliehen.